# ژانت هاس
ژانت هاس (انگلیسی: Jeanette Haas؛ زادهٔ ۳ ژانویهٔ ۱۹۷۶) بازیکن فوتبال اهل کانادا است.
وی همچنین در تیم ملی فوتبال زنان کانادا بازی کرده‌است.